# Liteň
Liteň – miasteczko i gmina w Czechach, w powiecie Beroun, w kraju środkowoczeskim. Według danych z dnia 1 stycznia 2013 liczyła 1 078 mieszkańców.
W  miejscowości jest stacja kolejowa Liteň.